# Jacek Dehnel
Jacek Maria Dehnel (Gdańsk; 1 de mayo de 1980) es un pintor, novelista, poeta y escritor polaco. 

## Biografía
Se graduó en la Escuela Secundaria Stefan Żeromski N.º 5 en Gdańsk, donde se destacó en Humanidades. Dehnel estudió en la Facultad de Estudios Individuales Interáreas de Humanidades y Ciencias Sociales de la Universidad de Varsovia y se graduó en la Facultad de Lengua y Literatura Polacas, donde obtuvo una Maestría en Artes, escribiendo una tesis sobre las traducciones de las obras de Philip Larkin de Stanisław Barańczak.
Su primer poemario fue el último libro recomendado por el ganador del premio Nobel polaco, Czesław Miłosz.[cita requerida] Dehnel ha publicado sus poemas en varias revistas literarias, como Kwartalnik Artystyczny, Studium, Przegląd Artystyczno-Literacki, Topos, Tytuł, Undergrunt. También trabaja para el portal literario de Internet Nieszuflada.
Entre septiembre de 2006 y julio de 2009, fue coanfitrión del programa cultural ŁOSssKOT, emitido en el canal de televisión polaco TVP1.
Dehnel ha traducido poesías de poetas como Ósip Mandelshtam, W. H. Auden, Mary Oliver, Philip Larkin y George Szirtes. También ha traducido en polaco letras de canciones de Astor Piazzolla.
En el 2017, coescribió el guion de la premiada película de drama biográfico animado experimental Loving Vincent, sobre la vida del pintor Vincent van Gogh y, en particular, las circunstancias de su muerte.

## Premios y reconocimientos

### Premios
Ha sido galardonado con los siguientes premios:
- 2005 Premio de la Fundación Kościelski
- 2007 Paszport Polityki
- 2009 Premio Cultural de la ciudad de Gdańsk Splendor Gedanesis
- 2015, recibió la Medalla de Bronce al Mérito Cultural «Gloria Artis»[4]

### Nominaciones
Fue nominado cinco veces al Premio Nike, el premio literario más prestigioso de Polonia, por las siguientes obras:
- 2009 Balzakiana (Balzaquiada)
- 2010 Ekran kontrolny (Pantalla de control)
- 2012 Saturn (Saturno)
- 2015 Matka Makryna (Madre Makryna)
- 2017 Krivoklat

Fue nominado al Premio Literario de Europa Central Angelus por las siguientes obras:
- 2007 Lala
- 2012 Saturn (Saturno)
- 2015 Matka Makryna (Madre Makryna)

Fue nominado al Premio Wisława Szymborska 2014 por:
- 2014  El poemario Języki obce (Lenguas extranjeras).

## Vida personal
Actualmente vive y trabaja en Varsovia. Se identifica abiertamente como gay, lo que se refleja en algunas de sus obras literarias. En 2018, se casó con su socio, el traductor e historiador Piotr Tarczyński, en el Ayuntamiento de Wandsworth en Londres. Dehnel y su socio Tarczyński publican sus trabajos conjuntos con el seudónimo femenino Maryla Szymiczkowa. En el 2019, Dehnel hizo pública su apostasía en relación con la Iglesia Católica.

## Obras literarias

#### Poesía
- Żywoty równoległe (Vidas paralelas), Cracovia, Zielona Sowa, 2004.
- Wyprawa na południe (Expedición al Sur), Tychy, Teatr Mały w Tychach, 2005.
- Wiersze (Poesía), Varsovia, Lampa i Iskra Boża, 2006.
- Brzytwa okamgnienia, Breslavia, Biuro Literackie, 2007.
- Ekran kontrolny (Pantalla de control), Breslavia, Biuro Literackie, 2009.
- Rubryki strat i zysków (Rúbricas de pérdidas y ganancias), Breslavia, Biuro Literackie, 2011.
- Języki obce (Lenguas extranjeras), Breslavia, Biuro Literackie, 2013.
- Seria w ciemność, Breslavia, Biuro Literackie, 2016.
- Serce Chopina (El corazón de Chopin) (poema), Breslavia, Biuro Literackie, 2018.
- Najdziwniejsze (Lo más extraño), Breslavia, Biuro Literackie, 2019.

#### Prosa
- Kolekcja (La colección), Gdańsk, Marpress, 1999.
- Rynek w Smyrnie (El mercado de Esmirna). Relatos. Varsovia, W.A.B., 2007.
- Lala (El jardín de Lala). Novela. Varsovia, W.A.B., 2006.[7]
  - En idioma inglés: Lala. Londres, Publicaciones de Oneworld, 2018. Traducción de Antonia Lloyd-Jones.[8]
- Balzakiana (Balzaquiada). Cuatro novelas reunidas. Varsovia, W.A.B., 2008.
- Fotoplastikon, Varsovia, Editorial W.A.B., 2009.
- Saturno. Czarne obrazy z życia mężczyzn z rodziny Goya (Saturno. Imágenes negras de la vida de los hombres de la familia Goya), Varsovia, Editorial W.A.B., 2011. 
  - La traducción al idioma inglés de Antonia Lloyd-Jones, fue publicada por Dedalus Books en el 2013.
  - En idioma francés: Saturne. Peintures noires de la vie des hommes de la famille Goya, Editorial Noir sur Blanc, 2014. ISBN 978-2-88250-333-6. Traducción de Marie Furman-Bouvard.
- Kosmografia, czyli trzydzieści apokryfów tułaczych, (Cosmografía o treinta apócrifos peregrinos), catálogo de la exposición "Świat Ptolemeusza. Włoska kartografia renesansowa w zbiorach Biblioteki Narodowej" (El mundo de Prometeo. Cartografía italiana del Renacimiento en los archivos de la Biblioteca Nacional de Polonia), Varsovia, 2012.
- Młodszy księgowy. O książkach, czytaniu i pisaniu, (El contador menor. Sobre los libros, la lectura y la escritura), Varsovia, Editorial W.A.B., 2013.
- Matka Makryna (Madre Makryna), Varsovia, Editorial W.A.B., 2014.

- Dziennik roku chrystusowego (Diario del año crístico), Varsovia, Editorial W.A.B., 2015.[9]
- Nowy Tajny Detektyw (Nuevo Detective Secreto). Selección de documentos de archivo, en colaboración con Barbara Klicka. NCK y Fundacja Picture Doc, 2015.
- Proteusz, czyli o przemianach. Spacerownik po historii Muzeum Narodowego w Warszawie (Proteo o sobre las transformaciones. Un paseo por la historia del Museo Nacional de Varsovia), Museo Nacional de Varsovia, Varsovia, Serenissima, 2015.[10]
- Krivoklat, Cracovia, Editorial Znak, 2016.
- Dysharmonia, czyli pięćdziesiąt apokryfów muzycznych (La inarmonía o cincuenta apócrifos musicales). Con ilustraciones de Jakub Woynarowski. Narodowe Forum Muzyki, 2018.
- Ale z naszymi umarłymi (Pero con nuestros muertos), Cracovia, Editorial Znak, 2019.[11]

Como Maryla Szymiczkowa
Maryla Szymiczkowa es el seudónimo femenino con el que Jacek Dehnel y Piotr Tarczyński publican los libros escritos conjuntamente.
- Tajemnica domu Helclów (El misterio de la Casa Heltzel). Znak Literanova, 2015.
  - En idioma inglés: Mrs Mohr Goes Missing, Bloomsbury, 2019. Traducción de Antonia Lloyd Jones.
- Rozdarta zasłona (Cortinaje rasgado). Społeczny Instytut Wydawniczy Znak, 2016.
- Seans w Domu Egipskim (Sesión en la Casa Egipcia). Znak Literanova, 2018.
- Złoty róg (Cuerno dorado). Znak Literanova, 2020.

### Traducciones
- Philip Larkin: Zebrane (Recopilación: Los menos engañados, Las bodas de Pentecostés y Las ventanas altas), Breslavia, Biuro Literackie, 2008.
- Edmund White: Hotel de Dream (con Piotr Tarczyński), Breslavia, Biuro Literackie, 2012.
- Francis Scott Fitzgerald: Wielki Gatsby (El gran Gatsby), Cracovia, Editorial Znak, 2013.